# Franz von Berks
Franz von Berks (* 27. Dezember 1792 in Eichstätt; † 6. September 1873 in München) war Privatdozent und Ministerverweser. Er wurde wahrscheinlich um 1833 bis 1838 auf Wunsch von Staatsminister Fürst Ludwig Kraft Ernst von Öttingen-Wallerstein (1791–1870) der erste Leiter des neu gegründeten Statistischen Büros im Theatinergebäude. Das fiktive Gründungsdatum 1. Januar 1833 rührt aus der Zeit des Nationalsozialismus, das Büro ist aber nach heutiger Einschätzung deutlich älter, nämlich von 1808. Berks war unmittelbarer Nachfolger des Landtagsabgeordneten und Universitätsprofessors Ignaz von Rudhart.
In der Zeit von 1847 bis 1848 war von Berks Staatsminister des Innern.

## Werke
- Über die Unverletzlichkeit der Regenten. Würzburg 1818
- Ueber die Restitutio in integrum. Würzburg 1819

## Werke über von Berks
- Götschmann, D. (1993): Die Karriere eines königlichen Spitzels. Vom Philosophiedozenten zum Günstling Ludwigs I. Franz Berks. In: Unser Bayern. Heimatbeilage der Bayerischen Staatszeitung Jg. 42, Nr. 2: 14 – 16.
- Götschmann, D. (1994): Franz von Berks (1792-1873). Karriere und politischer Einfluß eines Denunzianten im Vormärz. In: Zeitschrift für Bayerische Landesgeschichte 57: 585 – 635. (online)